# Scarabaeus
Scarabaeus is een geslacht van kevers uit de  familie van de bladsprietkevers (Scarabaeidae).

## Soorten
- Scarabaeus (Pachylosoma) cancer (Arrow, 1919)
  - = Mnematium cancer Arrow, 1919
- Scarabaeus acuticollis Motschulsky, 1849
- Scarabaeus aegyptiacus Stolfa, 1938
- Scarabaeus alienus Péringuey, 1901
- Scarabaeus ambiguus (Boheman, 1857)
- Scarabaeus babori Balthasar, 1934
- Scarabaeus basuto Zur Strassen, 1962
- Scarabaeus bornemisszai Zur Strassen, 1980
- Scarabaeus caffer (Boheman, 1857)
- Scarabaeus carinatus (Gebler, 1841)
- Scarabaeus cognatus Péringuey, 1901
- Scarabaeus confusus Müller, 1942
- Scarabaeus convexus (Hausmann, 1807)
- Scarabaeus deludens Zur Strassen, 1961
- Scarabaeus dioscoridis Petrovitz, 1962
- Scarabaeus fraterculus Kolbe, 1895
- Scarabaeus galenus Westwood, 1847
- Scarabaeus gangeticus (Castelnau, 1840)
- Scarabaeus geminogalenus Davis & Deschodt, 2016
- Scarabaeus goryi (Castelnau, 1840)
- Scarabaeus heqvisti Zur Strassen, 1962
- Scarabaeus irakensis Stolfa, 1938
- Scarabaeus isidis (Castelnau, 1840)
- Scarabaeus jalof (Castelnau, 1840)
- Scarabaeus janssensi Balthasar, 1940
- Scarabaeus karae Davis & Deschodt, 2016
- Scarabaeus karlwerneri Nicolas & Moretto, 2002
- Scarabaeus krutai Maly & Montreuil, 2011
- Scarabaeus licitus Ferreira, 1953
- Scarabaeus nitidicollis Lansberge, 1882
- Scarabaeus piliventris Zur Strassen, 1962
- Scarabaeus pius (Illiger, 1803)
- Scarabaeus proboscideus (Guérin-Méneville, 1844)
  - = Scarabaeus (Ateuchus) rostratus Péringuey, 1888
- Scarabaeus radama Fairmaire, 1895
- Scarabaeus rixosus Péringuey, 1901
- Scarabaeus rugosus (Hausmann, 1807)
- Scarabaeus rusticus (Boheman, 1857)
- Scarabaeus sacer Linnaeus, 1758 (Heilige pillenkever)
- Scarabaeus schulzeae Ferreira, 1969
- Scarabaeus sevoistra Alluaud, 1902
- Scarabaeus spretus Zur Strassen, 1962
- Scarabaeus sulcipennis (Quedenfeldt, 1888)
- Scarabaeus suri (Hausmann, 1807)
- Scarabaeus tonckeri Boucomont, 1923
- Scarabaeus transcaspicus Stolfa, 1938
- Scarabaeus typhon (Fischer von Waldheim, 1823)
- Scarabaeus vethi Lansberge, 1886
- Scarabaeus viator Péringuey, 1901
- Scarabaeus vicinus Janssens, 1940
- Scarabaeus viettei (Paulian, 1953)
- Scarabaeus westwoodi Harold, 1869
- Scarabaeus wilsoni Waterhouse, 1890
- Scarabaeus winkleri Stolfa, 1938
- Scarabaeus zagrosensis Montreuil, 2006
- Scarabaeus zambesianus Péringuey, 1901

### Synoniemn
- Scarabaeus (Ateuchetus) semipunctatus semilunatoides Baguena, 1955 => Ateuchetus cicatricosus (Lucas, 1846)
- Scarabaeus (Kheper) kalaharicus Davis, Deschodt & Scholtz, 2011 => Kheper kalaharicus (Davis, Deschodt & Scholtz, 2011)
- Scarabaeus (Pachylomerus) pearsoni White, 1846 => Pachylomera femoralis (Kirby, 1828)
- Scarabaeus (Pachysoma) endroedyi Harrison, Scholtz & Chown, 2003 => Pachysoma endroedyi (Harrison, Scholtz & Chown, 2003)
- Scarabaeus (Pachysoma) glentoni Harrison, Scholtz & Chown, 2003 => Pachysoma glentoni (Harrison, Scholtz & Chown, 2003)
- Scarabaeus (Scarabaeolus) afronitidus Davis & Deschodt, 2015 => Scarabaeolus afronitidus (Davis & Deschodt, 2015)
- Scarabaeus (Scarabaeolus) carniphilus Davis & Deschodt, 2015 => Scarabaeolus carniphilus (Davis & Deschodt, 2015)
- Scarabaeus (Scarabaeolus) cunene Zidek & Pokorny, 2018 => Scarabaeolus cunene (Zidek & Pokorny, 2018)
- Scarabaeus (Scarabaeolus) ermienae Deschodt & Davis, 2015 => Scarabaeolus ermienae (Deschodt & Davis, 2015)
- Scarabaeus (Scarabaeolus) fragilis Zidek & Pokorny, 2018 => Scarabaeolus fragilis (Zidek & Pokorny, 2018)
- Scarabaeus (Scarabaeolus) krugeri Zidek & Pokorny, 2018 => Scarabaeolus krugeri (Zidek & Pokorny, 2018)
- Scarabaeus (Scarabaeolus) lizleri Zidek & Pokorny, 2018 => Scarabaeolus lizleri (Zidek & Pokorny, 2018)
- Scarabaeus (Scarabaeolus) megaparvulus Davis & Deschodt, 2015 => Scarabaeolus megaparvulus (Davis & Deschodt, 2015)
- Scarabaeus (Scarabaeolus) namibensis Zidek & Pokorny, 2018 => Scarabaeolus namibensis (Zidek & Pokorny, 2018)
- Scarabaeus (Scarabaeolus) niemandi Deschodt & Davis, 2015 => Scarabaeolus niemandi (Deschodt & Davis, 2015)
- Scarabaeus (Scarabaeolus) nitidus Davis & Deschodt, 2015 => Scarabaeolus afronitidus (Davis & Deschodt, 2015)
- Scarabaeus (Scarabaeolus) orientalis Zidek & Pokorny, 2018 => Scarabaeolus orientalis (Zidek & Pokorny, 2018)
- Scarabaeus (Scarabaeolus) rugosipennis Zidek & Pokorny, 2018 => Scarabaeolus rugosipennis (Zidek & Pokorny, 2018)
- Scarabaeus (Scarabaeolus) scholtzi Mostert & Holm, 1982 => Scarabaeolus scholtzi (Mostert & Holm, 1982)
- Scarabaeus (Scarabaeolus) similis Zidek & Pokorny, 2018 => Scarabaeolus similis (Zidek & Pokorny, 2018)
- Scarabaeus (Scarabaeolus) soutpansbergensis Deschodt & Davis, 2015 => Scarabaeolus soutpansbergensis (Deschodt & Davis, 2015)
- Scarabaeus (Scarabaeolus) werneri Zidek & Pokorny, 2018 => Scarabaeolus werneri (Zidek & Pokorny, 2018)
- Scarabaeus (Scarabaeolus) xavieri Ferreira, 1968 => Scarabaeolus andreaei (Zur Strassen, 1963)
- Scarabaeus (Sebasteos) laticeps Péringuey, 1901 => Scarabaeus westwoodi Harold, 1869
- Scarabaeus abbreviatus Herbst, 1789 => Catharsius molossus (Linnaeus, 1758)
- Scarabaeus abderus Sturm, 1826 => Diloboderus abderus (Sturm, 1826)
- Scarabaeus achates Olivier, 1789 => Catharsius achates (Olivier, 1789)
- Scarabaeus actaeon Linnaeus, 1758 => Megasoma actaeon (Linnaeus, 1758)
- Scarabaeus acuminatus Lepechin, 1774 => Glaphyrus oxypterus (Pallas, 1771)
- Scarabaeus aegeon Drury, 1773 => Golofa aegeon (Drury, 1773)
- Scarabaeus aegyptiorum cuprescens Gillet, 1907 => Kheper aegyptiorum (Latreille, 1823)
- Scarabaeus aegyptiorum fulgidus Gillet, 1907 => Kheper aegyptiorum (Latreille, 1823)
- Scarabaeus aegyptiorum nigricans Gillet, 1907 => Kheper aegyptiorum (Latreille, 1823)
- Scarabaeus aeneas Kirby, 1818 => Enema pan (Fabricius, 1775)
- Scarabaeus aeneas Panzer, 1782 => Bolbelasmus unicornis (Schrank, 1789)
- Scarabaeus aeneus De Geer, 1774 => Anomala dubia (Scopoli, 1763)
- Scarabaeus aeneus Fabricius, 1781 => Onthophagus spinifex (Fabricius, 1781)
- Scarabaeus aeneus Olivier, 1789 => Onthophagus (Colobonthophagus) dama (Fabricius, 1798)
- Scarabaeus aenobarbus Fabricius, 1775 => Strategus aenobarbus (Fabricius, 1775)
- Scarabaeus aeratus transverso-rugosus Kolbe, 1897 => Kheper aeratus (Gerstaecker, 1871)
- Scarabaeus aerugineus Voet, 1779 => Chlorocala africana (Drury, 1773)
- Scarabaeus aeruginosa Linnaeus, 1767 => Pelidnota aeruginosa (Linnaeus, 1767)
- Scarabaeus aeruginosus Drury, 1770 => Protaetia (Cetonischema) speciosissima (Scopoli, 1786)
- Scarabaeus aeruginosus Schrank, 1798 => Onthophagus (Palaeonthophagus) vacca (Linnaeus, 1767)
- Scarabaeus aesalus Castelnau, 1840 => Strategus aloeus (Linnaeus, 1758)
- Scarabaeus aesculapius Olivier, 1789 => Pachysoma aesculapius (Olivier, 1789)
- Scarabaeus affinis Brahm, 1790 => Biralus satellitius (Herbst, 1789)
- Scarabaeus affinis Brullé, 1832 => Scarabaeus typhon (Fischer von Waldheim, 1823)
- Scarabaeus africana Drury, 1773 => Chlorocala africana (Drury, 1773)
- Scarabaeus agenor Olivier, 1789 => Podischnus agenor (Olivier, 1789)
- Scarabaeus agricola Poda, 1761 => Anisoplia agricola (Poda, 1761)
- Scarabaeus agricola Schrank, 1781 => Anisoplia (Autanisoplia) austriaca (Herbst, 1783)
- Scarabaeus aidoneus Perty, 1830 => Heterogomphus aidoneus (Perty, 1830)
- Scarabaeus ajax Olivier, 1789 => Strategus ajax (Olivier, 1789)
- Scarabaeus alba Pallas, 1773 => Polyphylla (Xerasiobia) alba (Pallas, 1773)
- Scarabaeus albellum Pallas, 1771 => Stalagmosoma albellum (Pallas, 1771)
- Scarabaeus albopunctatus De Geer, 1778 => Trichostetha capensis (Linnaeus, 1767)
- Scarabaeus albopunctatus Degeer, 1774 => Gnorimus variabilis (Linnaeus, 1758)
- Scarabaeus alces Fabricius, 1792 => Euonthophagus amyntas alces (Fabricius, 1792)
- Scarabaeus alcibiades Dejean, 1833 => Xylotrupes gideon (Linnaeus, 1767)
- Scarabaeus alcides Fabricius, 1781 => Dynastes hercules (Linnaeus, 1758)
- Scarabaeus algerinus Füessly, 1778 => Pentodon algerinus (Füessly, 1778)